# Leucopetra
Leucopetra (en grec antic Λευκοπέτρα) era un promontori del Brútium, que forma la punta sud-oest d'Itàlia, que mirava cap a Sicília i es considerava generalment com la part final de la serra dels Apenins.
Plini el Vell diu que es trobava a 12 milles romanes de Règium, i per això actualment se l'identifica amb Capo dell'Armi, on els Apenins fan cap al mar. El color blanc de les roques van donar origen al nom d'aquest promontori (λευκός 'leukos' vol dir blanc), i així l'anomenaven els antics historiadors i geògrafs.
És el mateix promontori que Tucídides anomena Πέτρα τῆς Πηγίης, i va ser l'últim punt d'Itàlia on el general Demòstenes i Eurimedó van fer la darrera parada abans de passar a Sicília l'any 322 aC. També en aquest punt, Ciceró es va aturar quan anava a Sicília l'any 44 aC, després de la mort de Cèsar i es disposava a marxar a Grècia. Allà va rebre notícies de Roma portades pels seus amics de Règium que van alterar els seus plans.